# Einselthum
Einselthum là một đô thị thuộc thuộc huyện Donnersberg, Đức. Đô thị Einselthum có diện tích 5,51 km², dân số thời điểm ngày 31 tháng 12 năm 2006 là 834 người.